# Duncan Edwards
Duncan Edwards (Dudley, 1936. október 1. – München, 1958. február 21.) angol labdarúgó, posztját tekintve középpályás. A World Soccer magazin beválasztotta a 20. század 100 legjobb labdarúgója közé.
Egyike volt azon fiatal labdarúgóknak, akik Sir Matt Busby érkezésével az 1950-es években a Manchester United és az angol, majd az európai klubfutball meghatározó játékosaivá váltak, és akiket Busby Bébik néven emlegetett a korabeli sajtó, valamint egyike annak a nyolc játékosnak, akik a müncheni légikatasztrófa következtében vesztették életüket.
Dudley városában született, Worcestershire megyében 1936. október 1-én. Tinédzserként szerződött az Old Traffordra, és rövid, ötéves pályafutása során két bajnoki címhez és BEK-elődöntőhöz segítette csapatát. Ő lett a legfiatalabb játékos a First Divisionben és a legfiatalabb angol válogatott a második világháborút követően.

## Kezdeti évek

Duncan Edwards aláírása

Duncan Edwards 1936. október 1-jén született Dudley városában, Worcestershire megyében. Ő volt a legidősebb gyermeke Gladstone és Sarah Anne Edwardsnak, és az egyetlen, aki megérte a felnőttkort. Húga, Carol Anne 14 évesen hunyt el 1947-ben. Unokatestvére, Dennis Stevens, aki három évvel volt idősebb nála, szintén profi labdarúgó volt. Edwards a Priory Általános Iskola (1941–1948), és Wolverhampton Street Gimnázium tanulója volt (1948–1952), és rendszeresen játszott az iskolai csapatokban, emellett táncoktatásra is járt és versenyszerűen táncolt. 1950. április 1-én pályára lépett a Wembleyben, majd több mint két évig volt az iskolai válogatott csapatkapitánya. A Manchester United felderítője, Jack O'Brien már ekkor jelezte Matt Busbynek, hogy „ma láttam egy 12 éves iskolást, aki speciális adottságokkal rendelkezik. A neve Duncan Edwards, Dudleyból”.
Később érdeklődött iránta a Wanderers és az Aston Villa. Végül 1952. június 2-án írt alá szerződést a manchesteri amatőrcsapathoz, bár egyes források szerint még 17 éves kora előtt profi szerződést kötött. A korabeli beszámolók szerint Matt Busby személyesen kereste fel a családját, hogy Duncant meggyőzze a szerződéskötésről. Stan Callis, a Wolves menedzsere felháborodásában azzal vádolta a Unitedet, hogy anyagilag megvesztegette az Edwards családot, de Duncan azt állította, hogy mindig is a lancashire-i csapatban akart játszani. Eleinte annyira nem bízott a futballista karrierben, hogy asztalosinasnak iratkozott be, és szakmát tanult.

## Pályafutása
Edwards kezdetben a Manchester United utánpótlás csapatában kapott lehetőséget és tagja volt az 1953-ban első ízben kiírt FA Youth Cupot megnyerő csapatnak. 1953. április 4-én mutatkozott be a First Divisionben a Cardiff City elleni 4-1-es vereség alkalmával. 16 évesen és 185 naposan ő lett a valaha volt legfiatalabb játékosa az angol első osztálynak. Matt Busby ezt is figyelembe véve fokozatosan adott egyre több lehetőséget neki, meg a hozzá hasonlóan fiatal Dennis Violletnek és Jackie Blanchflowernek. Később ezt a generációt kezdte Busby Bébik néven emlegetni a brit sajtó.
Az 1953–54-es szezonban már stabil csapattagnak számított, Edwards mégis rendszeresen pályára lépett a Youth Cupot ezúttal is megnyerő utánpótlás csapatban. 24 bajnoki mérkőzésen lépett pályára, és 1954. január 20-án Olaszország ellen bemutatkozott az angol U23-as válogatottban is. Akkori beszámolók szerint már ekkor a nagy válogatottban játszhatott volna, azonban a március 27-i, Arsenal elleni bajnokin nyújtott gyengébb teljesítménye miatt végül nem kapott oda meghívót.
Az ezt követő bajnoki évadban 36 mérkőzést játszott és hat gólt szerzett, 1955 márciusában pedig meghívták az angol "B" válogatottba. Egy héttel később, 1955. április 2-án Skócia ellen az angol felnőtt válogatottban is bemutatkozott. 18 évesen és 183 naposan a második világháborút követően ő lett a legfiatalabb válogatott játékos hazájában, ezt a rekordot Michael Owen döntötte csak meg 1998-ban. Egy héttel később pályára lépett az utánpótlás csapatban, segítségével pedig a United fiataljai már harmadszor hódították el az FA Youth Cupot.
1955 májusában Edwards részt vett a válogatott európai turnéján, kezdőként lépett pályára a franciák, a spanyolok és a portugálok elleni mérkőzésen is. A turné után a Brit haderőben teljesített kétéves sorkatonai szolgálatot, ami abban az időben kötelező volt, igaz a United mérkőzéseire hazaengedték. A Királyi Hadianyagellátó Hadtestben (Royal Army Ordnance Corps ) többek közt Bobby Charlton is vele együtt tett eleget a katonai szolgálatnak. Részt vett a hadsereg mérkőzésein, így volt, hogy egy évben száz meccsen játszott. Az 1955–56-os idényben két hónapot kihagyott influenzás rohamok miatt, azonban a szezon végén bajnoki címet ünnepelhetett, a United 11 ponttal előzte meg a második Blackpoolt. Az idény során 33-szor lépett pályára, a következő bajnokságban azonban ezt a teljesítményét is felülmúlta és a United újra bajnok lett, igaz az FA-kupa döntőjét elveszítette az Aston Villa ellenében. Pályára lépett a klub történetének első európai kupamérkőzésén is, és az Anderlecht elleni 10-0-s diadal alkalmával is. Az 1958-as világbajnoki selejtezők során már stabil tagja volt a válogatottnak, öt mérkőzést játszott a sorozatban és a szakértők egyértelműen Billy Wright utódját látták benne mint a nemzeti csapat kapitánya.
Az 1957-58-as szezon kezdetén arról lehetett hallani, hogy olasz csapatok szerződtetnék. 1958 február 1-én játszotta utolsó bajnokiját az Arsenal ellen, majd öt nappal később pályára lépett, és társaival kiharcolták a négy közé jutást a Bajnokcsapatok Európa-kupájában a jugoszláv FK Crvena zvezda ellen, így boldogan indulhattak haza.

## Halála

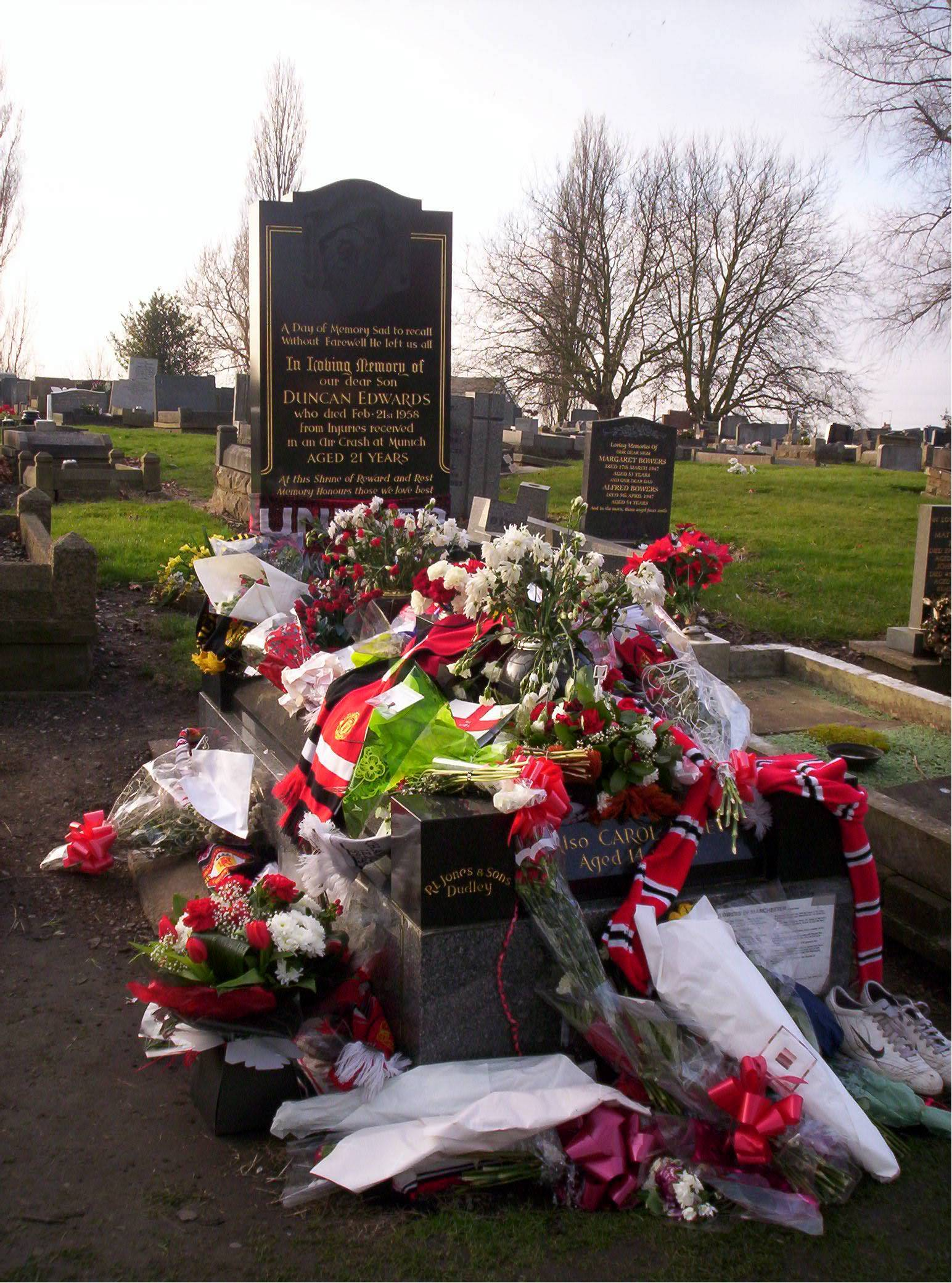
Edwards Dudleyban van eltemetve, sírja ma is sok rajongót vonz

Társaival a belgrádi Bajnokcsapatok Európa-kupája mérkőzésről hazafelé tartva 1958. február 6-án repülőgép-balesetet szenvedett Münchenben, ahol tankolni szálltak le. A repülőgép a rossz időjárási viszonyok között már harmadszor próbált felszállni, amikor letért a kifutópályáról és egy közeli háznak rohant. Hét csapattársa a helyszínen meghalt, Edwardsot a Rechts der Isar kórházba szállították súlyos vesesérülésekkel valamint lábszár- és bordatöréssel. Az orvosok bíztak a felépülésében, bár abban kételkedtek, hogy valaha még újra futballozhat.
Szervezete nem fogadta be az új vesét, a transzplantáció után pedig belső vérzések léptek fel nála, ennek ellenére megkérdezte Jimmy Murphyt, a csapat másodedzőjét „Milyen lesz az idő a Wolves ellen, Jimmy? Nem szabad kihagyni mérkőzést.” Február 14-ig állapota javult, azonban utána hirtelen romlani kezdett, 19-én már csak gépekkel tartották életben. Az orvosok ugyan "nagyon enyhe javulást" láttak az állapotában, 1958. február 21-én hajnali 02:21-kor elhunyt. Órákkal a halála előtt a Football Monthly friss példányának a címlapján az ő mosolygós arcképe volt látható.
Edwardsot szülővárosában, Dudleyban temették el húga mellé, utolsó útjára mintegy ötezer rajongója kísérte. Sírkövén ez áll: „Emlékezzünk arra a szomorú napra amikor búcsú nélkül hagytál itt minket.” Sírja ma is rajongók ezreinek zarándokhelye.

## Emlékezete

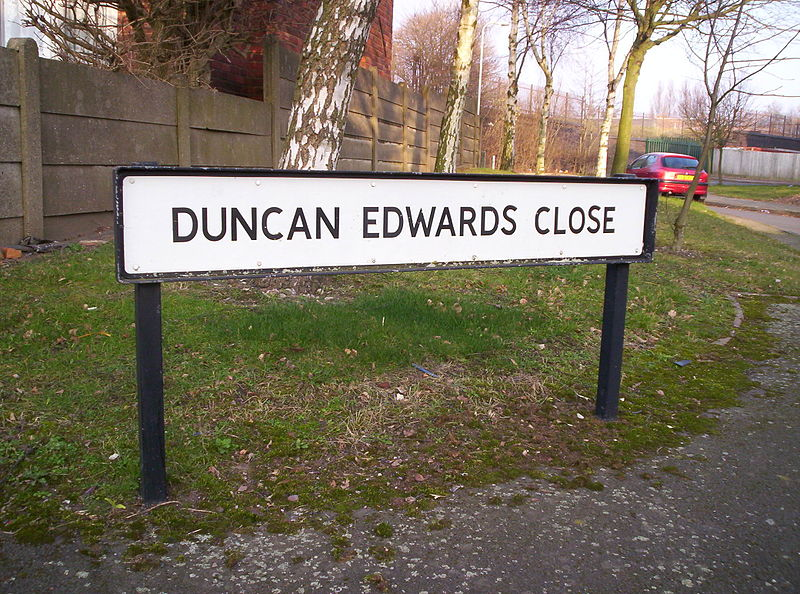
Szülővárosában utcát neveztek el róla

Dudleyban sokféleképpen tisztelegnek előtte. A helyi Szent Ferenc-templomban freskó, a város központjában pedig szobor őrzi az emlékét. 1993-ban a temetőhöz vezető utcát róla nevezték el. 2001-ben a The Wren's Nest nevű pubot, a Priory Estate-en szintén a tiszteletére keresztelték át, azonban a hely öt év múlva egy gyújtogatásban teljesen leégett. Múzeumot és galériát nyitottak, ahol pályafutásának fontosabb állomásainak fotói, vagy más emléktárgyai láthatóak. Manchesterben egy lakóparkot róla neveztek el, az ott levő utcákat pedig a katasztrófában szintén életét vesztett Eddie Colman, Roger Byrne és Tommy Taylor hármasról.
Az 1996-os Európa-bajnokság ideje alatt egyike volt annak az öt játékosnak, akiknek az arcképével emlékbélyeget adtak ki. 2011-ben United címmel filmet készítettek tragédiájukról, Edwardsot Sam Claflin személyesítette meg a filmvásznon.
Kortársai mind nagyszerű emberként és játékosként emlékeznek rá. Bobby Charlton így jellemezte: „Ő volt az egyetlen játékos, akinél rosszabbnak éreztem magam”, valamint haláláról, hogy az „a legnagyobb tragédia, ami valaha történt a Manchester United és az angol futball történetében”. Terry Venables, az angolok egykori szövetségi kapitánya biztos volt abban, hogy ha él akkor ő, és nem Bobby Moore emeli magasba a világbajnoknak járó trófeát 1966-ban. Tommy Docherty így emlékezett: „Nincs kétségem afelől, hogy Duncan lett volna a legnagyobb játékos, aki valaha élt. Nem csak az angol labdarúgók, a United játékosai közt, hanem az egész világon. George Best különleges volt, olyan mint Pelé és Maradona, de a fejemben Duncan sokkal jobb volt náluk, tekintve sokoldalúságát és képességeit.” 2002-ben beválasztották az angol labdarúgás halhatatlanjai közé. (English Football Hall of Fame)

## Játékstílusa
Bár elsősorban védekező középpályásként emlékezünk rá, a pálya minden pontján képes volt kiemelkedő teljesítményre. Sokoldalú volt, előfordult, hogy csatárként játszott, majd visszahúzódott a középpályára irányítani, ha a helyzet úgy kívánta védekezni. Fizikai ereje és kitartása is kiemelte kortársai közül, Stanley Matthews dühöngő tengerhez és sziklához is hasonlította egyben. Testalkata miatt kapta a „Big Dunc” (Nagy Bumm) és a „The Tank” (A Tank) becenevet. Nagyszerűen vezette a labdát és kiválóan lőtt távolról. 1956. május 26-án a Nyugat-Németország elleni 3–1-re megnyert mérkőzésen lőtt bombája után kapta a "Boom Boom" becenevet.

## Statisztika
| Klub              | Szezon   | Football League First Division | Football League First Division | FA-kupa       | FA-kupa | Nemzetközi kupa | Nemzetközi kupa | Charity Shield | Charity Shield | Összesen      | Összesen |
| Klub              | Szezon   | Pályára lépés                  | Gólok                          | Pályára lépés | Gólok   | Pályára lépés   | Gólok           | Pályára lépés  | Gólok          | Pályára lépés | Gólok    |
| ----------------- | -------- | ------------------------------ | ------------------------------ | ------------- | ------- | --------------- | --------------- | -------------- | -------------- | ------------- | -------- |
| Manchester United | 1952–53  | 1                              | 0                              | 0             | 0       | 0               | 0               | 0              | 0              | 1             | 0        |
| Manchester United | 1953–54  | 24                             | 0                              | 1             | 0       | 0               | 0               | 0              | 0              | 25            | 0        |
| Manchester United | 1954–55  | 33                             | 6                              | 3             | 0       | 0               | 0               | 0              | 0              | 36            | 6        |
| Manchester United | 1955–56  | 33                             | 3                              | 0             | 0       | 0               | 0               | 0              | 0              | 33            | 3        |
| Manchester United | 1956–57  | 34                             | 5                              | 6             | 1       | 7               | 0               | 1              | 0              | 48            | 6        |
| Manchester United | 1957–58  | 26                             | 6                              | 2             | 0       | 5               | 0               | 1              | 0              | 34            | 6        |
| Összesen          | Összesen | 151                            | 20                             | 12            | 1       | 12              | 0               | 2              | 0              | 177           | 21       |

| Válogatott | Szezon   | Pályára lépés | Gólok |
| ---------- | -------- | ------------- | ----- |
| Anglia     | 1954–55  | 4             | 0     |
| Anglia     | 1955–56  | 5             | 1     |
| Anglia     | 1956–57  | 6             | 3     |
| Anglia     | 1957–58  | 3             | 1     |
| Összesen   | Összesen | 18            | 5     |

### Válogatott góljai
| # | Dátum             | Helyszín                       | Ellenfél | Gól utáni eredmény | Végeredmény | Versenysorozat                        |
| - | ----------------- | ------------------------------ | -------- | ------------------ | ----------- | ------------------------------------- |
| 1 | 1956. május 26.   | Olimpiai Stadion, Berlin       | FRG      | 1–0                | 3–1         | Barátságos mérkőzés                   |
| 2 | 1956. december 5. | Molineux Ground, Wolverhampton | DEN      | 4–2                | 5–2         | 1958-as világbajnoki-selejtezősorozat |
| 3 | 1956. december 5. | Molineux Ground, Wolverhampton | DEN      | 5–2                | 5–2         | 1958-as világbajnoki-selejtezősorozat |
| 4 | 1957. április 6.  | Wembley Stadion, London        | SCO      | 2–1                | 2–1         | 1957-es Brit Játékok                  |
| 5 | 1957. november 6. | Wembley Stadium, London        | NIR      | 2–3                | 2–3         | 1958-as Brit Játékok                  |

## Sikerei, díjai
Manchester United
- Angol bajnok: 1955–1956, 1956–1957

Egyéni
- 2002-ben beválasztották az angol futball halhatatlanjai közé (Hall of fame)[49]
- A PFA 2007-ben beválasztotta az évszázad csapatába (1907-1976)[50]
- A BBC beválasztotta a Football League legendái közé[51]

## A pályán kívül
Edwards antialkoholista volt, egyáltalán nem ivott. Híresen visszahúzódó ember volt, aki szabadidejében kártyázott, moziba járt és horgászott. Bár csapattársaival néha eljárt táncolni, az éjszakai életből rendre kimaradt. Egy alkalommal megállították a rendőrök mert világítás nélkül ment haza kerékpárjával, ez akkor öt shillingjébe, azaz két heti fizetésébe került. Halála idején albérletben lakott jegyesével, Molly Leechel, aki egy évvel idősebb volt nála. Egy évvel korábban a manchesteri reptéren találkoztak, ők voltak Molly egyik barátja lányának keresztszülei. Edwards a Dextrosol szőlőcukor reklámarca volt egy időben, és írt egy könyvet Tackle Soccer This Way címmel amit halála után a család beleegyezésével ki is adtak, majd 2009-ben újranyomtatták.

## Bibliográfia
- Total British Football. Flame Tree Publishing (2006). ISBN 1-84451-403-X
- Understanding Sport: An Introduction to the Sociological and Cultural Analysis of Sport. Taylor & Francis (1999). ISBN 0-419-13640-1
- Leighton, James. Duncan Edwards: The Greatest. London: Simon & Schuster UK (2002). ISBN 978-0-85720-781-4
- McCartney, Iain. Duncan Edwards: The Full Report. Britespot Publishing Solutions (2001). ISBN 0-9539288-5-3
- Meek, David. Legends of United: The Heroes of the Busby Years. Orion Books (2006). ISBN 0-7528-7558-2
- Wagg, Stephen. Manchester United: A Thematic Study. Routledge (2004). ISBN 0-415-33333-4